# Kévin Bonnefoi
Kévin Bonnefoi, född 3 december 1991, är en fransk handbollsmålvakt. Han spelar sedan 2023 för schweiziska HC Kriens-Luzern.